# Starci (Staro Petrovo Selo)
Starci falu Horvátországban, Bród-Szávamente megyében. Közigazgatásilag Staro Petrovo Selohoz tartozik.

## Fekvése
Bródtól légvonalban 37, közúton 45 km-re északnyugatra, Pozsegától   légvonalban 13, közúton 32 km-re délnyugatra, községközpontjától 4 km-re északkeletre, Nyugat-Szlavóniában, a Pozsegai-hegység déli lejtőin fekszik.

## Története
A település a 18. században keletkezett az azóta megszűnt Paklenik falu északi, hegyi határrészén, a Pozsegai-hegység déli lejtőin. (Az egyházi vizitációk szerint Paklenik egykor Ošrti Vrh és Staro Petrovo Selo között feküdt.) Első lakói Boszniából, Likából és a horvát Hegyvidékről ide települt katolikus horvátok és pravoszláv szerbek voltak. 1764-ben a hegység alatt katonai célokra a régi római út nyomvonalán új utat építettek. Az út megépülésével a régi hegyi településekből a lakosság az út mellé települt át, ahol új településeket létesített. Ekkor települt át Paklenik lakossága is az út mellé a mai Staro Petrovo Selo keleti részére, a régi faluból pedig csak annak hegyi része maradt meg Starci néven. A 19. század végén és a 20. század elején a Monarchia területéről néhány német anyanyelvű család települt ide. 1900-ban 79, 1910-ben 240 lakosa volt. Az 1910-es népszámlálás szerint lakosságának 85%-a horvát, 13%-a szerb, 2%-a német anyanyelvű volt. Pozsega vármegye Újgradiskai járásának része volt. Az első világháború után 1918-ban az új szerb-horvát-szlovén állam, majd később (1929-ben) Jugoszlávia része lett. A település 1991-től a független Horvátországhoz tartozik. 1991-ben lakossága horvát nemzetiségű volt. 2011-ben 4 lakosa volt. 

## Lakossága
| Lakosság változása | Lakosság változása | Lakosság változása | Lakosság változása | Lakosság változása | Lakosság változása | Lakosság változása | Lakosság változása | Lakosság változása | Lakosság változása | Lakosság változása | Lakosság változása | Lakosság változása | Lakosság változása | Lakosság változása | Lakosság változása |
| ------------------ | ------------------ | ------------------ | ------------------ | ------------------ | ------------------ | ------------------ | ------------------ | ------------------ | ------------------ | ------------------ | ------------------ | ------------------ | ------------------ | ------------------ | ------------------ |
| 1857               | 1869               | 1880               | 1890               | 1900               | 1910               | 1921               | 1931               | 1948               | 1953               | 1961               | 1971               | 1981               | 1991               | 2001               | 2011               |
| 0                  | 0                  | 0                  | 0                  | 79                 | 240                | 308                | 379                | 431                | 395                | 355                | 175                | 30                 | 31                 | 7                  | 4                  |

(1931-ig településrészként, 1948-tól önálló településként.)

## Nevezetességei
- Szent Vince tiszteletére szentelt római katolikus kápolnáját 2003-ban építették. A staro petrovo seloi plébánia filiája. Istentiszteletet csak évente egyszer, Vince napján (január 22.) tartanak benne.

- A település minden év nyarán rockfesztivál színhelye.